# Unterseeboot 376
Le Unterseeboot 376 (ou U-376) est un sous-marin allemand (U-Boot) de type VII.C utilisé par la Kriegsmarine (marine de guerre allemande) pendant la Seconde Guerre mondiale.

## Construction
L'U-376 est un sous-marin océanique de type VII C. Construit dans les chantiers de Howaldtswerke AG à Kiel, la quille du U-376 est posée le 3 avril 1940 et il est lancé le 10 juillet 1941. L'U-376 entre en service un mois et demi plus tard.

## Historique
Mis en service le 21 août 1941, l'Unterseeboot 376 reçoit sa formation de base sous les ordres de l'Oberleutnant zur See Friedrich-Karl Marks à Danzig dans la 6. Unterseebootsflottille jusqu'au 1er mars 1942, puis l'U-376 intègre une unité de combat toujours dans la 6. Unterseebootsflottille,  à la base sous-marine de Saint-Nazaire. Le 1er juillet 1942, il intègre la 11. Unterseebootsflottille à Bergen. À partir du 1er mars 1943, il rejoint la 3. Unterseebootsflottille à  la base sous-marine de La Rochelle (La Pallice).
L'U-376 réalise huit patrouilles de guerre, toutes sous les ordres de Kapitänleutnant Friedrich-Karl Marks dans lesquelles il coule deux navires marchands ennemis pour un total de 10 146 tonneaux au cours de ses 198 jours en mer.
En vue de la préparation de sa première patrouille, l'U-376 quitte le port de Kiel le 11 mars 1942 pour rejoindre le 12 mars 1942 le port d'Heligoland.
Pour sa première patrouille, l'U-376 appareille le 15 mars 1942 d'Heligoland. Après 18 jours en mer et un navire marchand coulé de 5 086 tonneaux, l'U-376 rejoint Kirkenes le 1er avril 1942.
Au cours de sa sixième patrouille, commencée le 26 janvier 1943 au départ de Bergen, le 27 janvier 1943, l'U-Boot cesse sa patrouille  après une journée en mer dans l'Atlantique Nord, après qu'une partie de l'équipage ait été blessée dans une attaque aérienne.
L'U-376 quitte la base sous-marine de La Rochelle le 6 avril 1943 pour sa huitième patrouille. Après huit jours en mer, l'U-376 est porté manquant le 13 avril 1943 dans le golfe de Gascogne. La cause de sa disparition n'a jamais été élucidée ; il est perdu avec les 47 membres d'équipage.

## Affectations
- 6. Unterseebootsflottille à Danzig du 21 août 1941 au 1er mars 1942 (entraînement)
- 6. Unterseebootsflottille à Saint-Nazaire du 1er mars au 30 juin 1942 (service actif)
- 11. Unterseebootsflottille à Bergen du 1er juillet 1942 au 28 février 1943 (service actif)
- 3. Unterseebootsflottille à La Pallice du 1er mars 1943 au 13 avril 1943 (service actif)

## Commandement
- Oberleutnant zur See puis Kapitänleutnant Friedrich-Karl Marks du 21 août 1941 au 13 avril 1943

## Patrouilles
|       | Commandant                  | Départ            | Départ        | Arrivée           | Arrivée       | Jours     | Succès   |
| ----- | --------------------------- | ----------------- | ------------- | ----------------- | ------------- | --------- | -------- |
|       | Kptlt. Friedrich-Karl Marks | 11 mars 1942      | Kiel          | 12 mars 1942      | Heligoland    | 2 jours   |          |
| 1     | Kptlt. Friedrich-Karl Marks | 15 mars 1942      | Heligoland    | 1er avril 1942    | Kirkenes      | 18 jours  | 5 086    |
| 2     | Kptlt. Friedrich-Karl Marks | 7 avril 1942      | Kirkenes      | 20 avril 1942     | Kirkenes      | 14 jours  |          |
| 3     | Kptlt. Friedrich-Karl Marks | 29 avril 1942     | Kirkenes      | 6 mai 1942        | Kirkenes      | 8 jours   |          |
|       | Kptlt. Friedrich-Karl Marks | 7 mai 1942        | Kirkenes      | 13 mai 1942       | Bergen        | 7 jours   |          |
| 4     | Kptlt. Friedrich-Karl Marks | 7 juin 1942       | Bergen        | 15 juillet 1942   | Narvik        | 39 jours  | 5 060    |
|       | Kptlt. Friedrich-Karl Marks | 18 juillet 1942   | Narvik        | 20 juillet 1942   | Bergen        | 3 jours   |          |
|       | Kptlt. Friedrich-Karl Marks | 23 juillet 1942   | Bergen        | 27 juillet 1942   | Wilhelmshaven | 5 jours   |          |
|       | Kptlt. Friedrich-Karl Marks | 27 septembre 1942 | Wilhelmshaven | 28 septembre 1942 | Kiel          | 2 jours   |          |
|       | Kptlt. Friedrich-Karl Marks | 22 octobre 1942   | Kiel          | 25 octobre 1942   | Bergen        | 4 jours   |          |
|       | Kptlt. Friedrich-Karl Marks | 31 octobre 1942   | Bergen        | 3 novembre 1942   | Skjomenford   | 4 jours   |          |
| 5     | Kptlt. Friedrich-Karl Marks | 5 novembre 1942   | Skjomenford   | 8 décembre 1942   | Narvik        | 34 jours  |          |
|       | Kptlt. Friedrich-Karl Marks | 10 décembre 1942  | Narvik        | 13 décembre 1942  | Bergen        | 4 jours   |          |
| 6     | Kptlt. Friedrich-Karl Marks | 26 janvier 1943   | Bergen        | 28 janvier 1943   | Bergen        | 3 jours   |          |
| 7     | Kptlt. Friedrich-Karl Marks | 30 janvier 1943   | Bergen        | 13 mars 1943      | La Pallice    | 43 jours  |          |
| 8     | Kptlt. Friedrich-Karl Marks | 6 avril 1943      | La Pallice    | 13 avril 1943     | Coulé         | 8 jours   |          |
| Total | Total                       | Total             | Total         | Total             | Total         | 198 jours | 10 146 t |

Note : Kptlt. = Kapitänleutnant 

### Opérations Wolfpack
L'U-376 a opéré avec les Wolfpacks (meute de loups) durant sa carrière opérationnelle:
1. Ziethen (23 mars 1942 - 29 mars 1942)
2. Eiswolf (29 mars 1942 - 31 mars 1942)
3. Robbenschlag (7 avril 1942 - 14 avril 1942)
4. Blutrausch (15 avril 1942 - 19 avril 1942)
5. Strauchritter (29 avril 1942 - 5 mai 1942)
6. Eisteufel (1er juillet 1942 - 4 juillet 1942)
7. Eisteufel (6 juillet 1942 - 12 juillet 1942)
8. Boreas (19 novembre 1942 - 7 décembre 1942)
9. Neptun (18 février 1943 - 2 mars 1943)

## Navires coulés
L'Unterseeboot 376 a coulé deux navires marchands ennemis pour un total de 10 146 tonneaux au cours des huit patrouilles (176 jours en mer) qu'il effectua.
| Date            | Nom     | Nationalité | Tonnage (GRT) | Convoi | Fait  |
| --------------- | ------- | ----------- | ------------- | ------ | ----- |
| 30 mars 1942    | Induna  | Royaume-Uni | 5 086         | PQ-13  | Coulé |
| 10 juillet 1942 | Hoosier | États-Unis  | 5 060         | PQ-17  | Coulé |

### Source et bibliographie
- (en) Cet article est partiellement ou en totalité issu de l’article de Wikipédia en anglais intitulé « German submarine U-376 » (voir la liste des auteurs).
- Chris Bishop, historien militaire (trad. de l'anglais par Christian Muguet), Les sous-marins de la Kriegsmarine : 1939-1945 : le guide d'identification des sous-marins [« The spellmount submarine identification guide : Kriegsmarine U-boats 1939-1945 »], Paris, E?d. de Lodi, 2008, 192 p. (ISBN 978-2-84690-327-1, OCLC 470721805, BNF 41298980)